# Gouvernance des systèmes d'information
 (août 2023).
 (juin 2010).
Si vous disposez d'ouvrages ou d'articles de référence ou si vous connaissez des sites web de qualité traitant du thème abordé ici, merci de compléter l'article en donnant les références utiles à sa vérifiabilité et en les liant à la section « Notes et références ».
La gouvernance des systèmes d’information (gouvernance SI ou en anglais IS governance) consiste d'abord à fixer aux systèmes d'information des objectifs liés à la stratégie de l'entreprise. Cette démarche permet de définir la manière dont le système d'information contribue à la création de valeur par l'entreprise et précise le rôle des différents acteurs.
Les systèmes d'information "représentent une partie significative de la valeur ajoutée créée par les entreprises et les administrations. En moyenne, ils représentent 15 à 20 % du chiffre d'affaires des entreprises, soit environ 50 % de la valeur ajoutée générée par les entreprises. Mondialement, cela représente un montant de l'ordre de 20 000 à 25 000 milliards de dollars" . Mais ce ne sont pas que des dépenses sans contreparties car une partie importante est constituée par des investissements qui permettent de développer la capacité de l'entreprise à créer de la valeur. Ceci fait que les différents métiers de l'entreprise sont directement affectés par la gouvernance des systèmes d'information. D'une manière plus générale les systèmes d'information jouent un rôle essentiel dans le processus de la croissance économique mesurée par le ratio VA/salarié. Le développement des systèmes d'information permet d'augmenter la valeur ajoutée créée par l'entreprise.
Le développement des systèmes d'information représente des investissements importants qu'il faut gérer. C'est le point clé de la réussite des entreprises à dominante de système d'information. C'est le concept d'OBI, Organisation Basée sur l'Information, traduction du terme IBO, Information Based Organization, due à Peter Drucker. Des entreprises comme Google, Wall-Mart, Amazon, Dell sont basées sur l'application de cette notion.

## Gouvernance des systèmes d'information et gouvernance des technologies de l'information
Très souvent on constate dans la littérature une confusion entre la gouvernance des technologies de l'information et la gouvernance des systèmes d'information (gouvernance TI et gouvernance SI). Ils n'ont pas le même objet et ne suivent pas la même démarche.
La gouvernance des technologies de l'information, gouvernance TI, s'occupe de l'utilisation efficace de l'informatique afin d'améliorer l'efficacité et la productivité des entreprises ou des organisations. C'est l'application des notions se trouvant dans CobiT.
La gouvernance des systèmes d'information, gouvernance SI, a pour but d'améliorer le fonctionnement des systèmes d'information des entreprises et, plus généralement des organisations. Elle concerne non seulement la Direction des systèmes d'Information, mais aussi tous les métiers de l'entreprise qui concourent à la création de valeur grâce aux systèmes d'information. La gouvernance des systèmes d'information "a pour but de définir quels sont les principaux objectifs, les fonctions et les tâches pour alimenter la nouvelle fonction du management de l'information." Il est pour cela nécessaire "d'étudier et de proposer de nouvelles solutions, pour positionner cette nouvelle fonction dans l'architecture des modèles d'organisation et notamment de mettre en place des tableaux de bord des systèmes d'information".
Trop souvent la gouvernance des systèmes d’information est un discours et se traduit par un document théorique et formel. Dans ces conditions il est assez difficile de mettre en place de manière opérationnelle cette notion. Ceci est dû à la confusion des objectifs et des démarches.

## Démarche stratégique
Le développement de la gouvernance des systèmes d'information est directement lié à la stratégie des entreprises. Elle concerne le choix de ses grandes orientations et se traduit par de la création de valeur. Elle concerne aussi les investissements réalisés dans le domaine des systèmes d'information et qui sont, pour une bonne part, effectués grâce aux technologies de l'information.

### Création de valeur
La gouvernance des systèmes d'information a pour premier objectif de développer la capacité de l'entreprise à créer de la valeur. Il est ainsi possible de dégager plus de chiffre d'affaires par salarié, d'améliorer le taux de marge de l'entreprise et ainsi d'améliorer sa rentabilité globale. Elle repose sur la mise en œuvre de quatre stratégies différentes.

#### Création et le développement des services
Grâce au développement des systèmes d'information il est possible de proposer de nouveaux services à ses clients comme la consultation d'un catalogue à jour, la mise à disposition d'une documentation technique et de plans, la prise de commande en ligne, le suivi d'une commande en cours, etc. On fait la même chose mais on le fait plus vite et avec moins d'efforts (exemple : e-commerce, etc.).

#### Création de nouveaux produits
Un nombre croissant de fonctions sont prises en charge par les systèmes d'information. Certaines d'entre elles permettent l'amélioration de la qualité ou de l'efficacité des produits existants mais aussi le développement de nouveaux produits, qui contribuent à créer de la valeur supplémentaire. Ainsi les voitures utilisent de plus en plus des systèmes d'information améliorant la gestion de la consommation d'énergie, la régulation de la vitesse, la sécurité du véhicule, etc. De même, de plus en plus de systèmes gèrent la maintenance d'équipement grâce à des systèmes informatiques (photocopieurs par exemple).

#### Amélioration des processus de l'entreprise
Les systèmes d'information permettent de gérer plus efficacement les processus de l'entreprise et notamment la production. Il est ainsi possible de fournir des produits et des services davantage susceptibles de créer plus de valeur pour le client. C'est le rôle de la CRM et de la SCM. Plus généralement, les ERP assument ce rôle d'amélioration de l'efficacité des processus de l'entreprise.

#### Développement des partenariats
Une stratégie de développement des systèmes d'information consiste à développer les relations de l'entreprise avec ses interfaces (fournisseurs et clients). Les systèmes d'information permettent de relier l'entreprise à ses partenaires dans des conditions économiques et efficaces (consultation des stocks de produits disponibles et passage de commandes par les clients directement dans le système d'information de l'entreprise, gestion des livraisons, etc.) Les frontières traditionnelles de l'entreprise s'estompent au profit d'une plus grande fluidité des échanges.

### Gestion des investissements en système d'information
Les investissements permettant le développement des systèmes d'information se portent généralement sur les axes suivants :
- les infrastructures : serveurs, postes de travail, routeurs, etc.
- les applicatifs : logiciels de base, progiciels, applications spécifiques, etc.
- la mise en place du système : efforts sur la formation, capitalisation du savoir, etc.
- l'organisation et l'optimisation des processus existants.

Il est nécessaire de maîtriser ces opérations de façon à améliorer l'efficacité des investissements. C'est l'objectif de Val IT de l'ISACA notamment à travers la notion de portefeuille d'investissements informatiques et celle de "business case".

## Pilotage des systèmes d'information
Le pilotage est une dimension importante de la gouvernance des systèmes d'information, son efficacité contribuant à rentabiliser les investissements informatiques effectués. De même il est nécessaire de s'attacher à dégager la valeur attendue. Ces efforts peuvent porter sur l'amélioration des fonctions ou des processus.
Il est assez fréquent de nos jours de voir une DSI, Direction des Systèmes d'Information, rattachée au Directeur Administratif et Financier, DAF, pour des raisons évidentes de recherche d'amélioration du ROI (Retour Sur Investissements). Les entreprises souhaitent aujourd'hui en effet lier la logique d'investissements des Systèmes d'Information à leur stratégie globale d'investissements.

### Systèmes d'information centrés sur la fonction
Une grande partie des systèmes d'information a pour but d'améliorer l'efficacité d'une fonction comme la comptabilité, la gestion commerciale (avec la facturation), la gestion du personnel (avec la paie), etc. Le management s'assure que la mise en œuvre de ces applications pilotées par les responsables hiérarchiques est efficace et contribue à l'amélioration de la fonction dont ils ont la charge.

### Systèmes d'information de processus
La mise en œuvre des ERP permet de gérer plus efficacement les principaux processus de l'entreprise consistant à acheter, à vendre, à produire, etc. Les bonnes pratiques conduisent à la nécessité de disposer :
- d'un pilote chargé de gérer le processus dans son intégralité,
- d'un tableau de bord permettant le pilotage du processus.

### Trois règles de pilotage des systèmes d'information
Un système d'information doit être piloté. Il est pour cela nécessaire de :
1. Fixer des objectifs liés à la stratégie de l'entreprise,
2. Lier les innovations permises par le système d'information en créant de nouveaux produits, des processus innovateurs ou des services plus efficaces,
3. Tenir compte de la valeur ajoutée créée par le système d'information par rapport aux dépenses engendrées par la mise en place de celui-ci, ceci dans une optique long terme.

## Bonnes pratiques de la gouvernance des SI
La mise en œuvre de la gouvernance des systèmes d'information repose sur l'application d'un certain nombre de bonnes pratiques connues de tous les professionnels. Elles concernent quatre domaines :
- La conception des systèmes d'information,
- Le fonctionnement et le pilotage des systèmes d'information,
- Le pilotage des évolutions des systèmes d'information,
- L'évolution des systèmes d'information.

Ces bonnes pratiques sont par exemple :
- Un système d’information doit être conçu par un professionnel qui peut être un architecte fonctionnel. C'est un travail de conception ou de reconception de l'organisation.
- Un système d’information doit permettre d’augmenter les volumes traités et de réduire les coûts unitaires des opérations. S'il tend à majorer les coûts il risque d'être peu efficace.
- Un système d'information doit être piloté par un responsable qui doit avoir une autorité suffisante pour prendre les mesures qui s'imposent. C'est particulièrement le cas d'un système d’information concernant un processus.
- Chaque système d’information doit disposer d'un tableau de bord permettant de suivre les évolutions et le cas échéant de prendre des mesures correctrices.
- Un suivi des anomalies constatées dans le cadre de l'utilisation normale du système d'information doit permettre de répertorier les dysfonctionnements et de les corriger.
- Des contrôles suffisants du système d'information doivent être en place et permettent de garantir l’application des règles de contrôle interne.
- Il est nécessaire de piloter les évolutions du système d’information et les planifier dans le temps de façon à éviter des changements difficiles à gérer.

La connaissance de ces bonnes pratiques permet d'évaluer le degré de maturité d'un système d'information et d'établir un plan d'action adapté. Cette démarche repose sur les étapes suivantes :
- Effectuer un audit du système d'information.
- Identifier les actions possibles.
- Déterminer les priorités.
- Fixer les responsabilités.
- Fixer des budgets d’investissement